# Five Finger Death Punch
Five Finger Death Punch (FFDP och 5FDP) är ett amerikanskt heavy metal-band från Las Vegas, Nevada, bildat 2005.
Deras första EP Pre-Emptive Strike släpptes 2007. Debutplattan The Way of the Fist släpptes också 2007, War Is the Answer 2009, American Capitalist 2011, The Wrong Side of Heaven and the Righteous Side of Hell Vol. 1 och The Wrong Side of Heaven and the Righteous Side of Hell Vol. 2 2013, Got Your Six 2015 och senaste plattan And Justice for None som släpptes 18 maj 2018.

## Medlemmar
Nuvarande medlemmar
- Zoltan Bathory – kompgitarr (2005– ), basgitarr (2005), sologitarr (2005)
- Charlie Engen - Trummor (2018-)
- Ivan Moody – sång (2006– )
- Chris Kael – basgitarr, bakgrundssång (2010– )
- Andy James - sologitarr, bakgrundssång (2020-)

Tidigare medlemmar
- Matt Snell – basgitarr, bakgrundssång (2005–2010)
- Caleb Andrew Bringham – sologitarr, bakgrundssång (2005–2006)
- Darell Roberts – sologitarr, bakgrundssång (2006–2009)
- Jason Hook – sologitarr, bakgrundssång (2009– 2020)
- Jeremy Spencer – trummor (2005–2018 ), sång (2005)

## Diskografi
Studioalbum
- The Way of the Fist (2007)
- War Is the Answer (2009)
- American Capitalist (2011)
- The Wrong Side of Heaven and the Righteous Side of Hell Vol. 1 (2013)
- The Wrong Side of Heaven and the Righteous Side of Hell Vol. 2 (2013)
- Got Your Six (2015)
- And Justice for None (2018)
- F8 (2020)
- AfterLife (2022)

EP
- Pre-Emptive Strike (2007)

Singlar (urval)
- "The Bleeding" (2007) (Billboard Hot Mainstream Rock Tracks (US Main Rock) #9)
- "Never Enough" (2008) (US Main Rock #9)
- "Stranger than Fiction" (US Main Rock #16)
- "Hard to See" (2009) (Billboard Alternative Songs (US Alt) #40, US Main Rock #8, Billboard Rock Songs (US Rock) #26)
- "Walk Away" (2009) (US Alt #31, US Main Rock #7, US Rock #21)
- "Bad Company" (2010) (Billboard Hot 100 (US) #106, US Alt #26, US Hard Rock #5, US Main Rock #2, US Rock #7)
- "Far from Home" (2010 (US #119, US Alt #29, US Main Rock #4, US Rock #14)
- "Under and Over It" (2011) (US #77, US Alt #31, US Main Rock #1, US Rock #6)
- "Back for More" (2011) (US Hard Rock #3, US Rock #20)
- "Remember Everything" (2011) (US #123, US Alt #25, US Hard Rock #2, US Main Rock #2, US Rock #9)
- "Coming Down" (2012) (US Hard Rock #6, US Main Rock #1, US Rock #14)
- "The Pride" (2012) (US Hard Rock #21, US Main Rock #12, US Rock #31)
- "Lift Me Up" (med Rob Halford) (2013) (US Hard Rock #1, US Main Rock #1, US Rock #19)
- "Battle Born" (2013) (US Hard Rock #1, US Main Rock #1, US Rock #27)
- "House of the Rising Sun" (2014) (US Hard Rock #1, US Main Rock #7, US Rock #26)
- "Wrong Side of Heaven (2014) (US #112, US Hard Rock #1, US Main Rock #8, US Rock #11)
- "Jekyll and Hyde" (2015) (US Main Rock #3, US Hot Rock Songs #18)
- "Wash It All Away" (2015) (US Main Rock #1)

## Bandets spelningar i Sverige
- Sweden Rock Festival – 6 juni 2013
- Stockholm, Hovet – 8 november 2013
- Bandit Rock Awards 2014 – Galans huvudband och de höll en full konsert till kvällens avslutning
- Sweden Rock Festival – 6 juni 2015
- Hovet Stockholm – 4 november 2015
- Bråvalla festival – 2 juli 2016
- Scandinavium – 16 november 2017
- Globen – 17 november 2017
- Hovet - 22 januari 2020
- Göranssons Arena - 27 Juni 2022